# 3DES
3DES eller Triple DES är en utökning av krypteringsalgoritmen DES, "Data Encryption Standard", som ger förbättrat skydd genom att kryptera samma data tre gånger med DES med olika krypteringsnycklar. Ett antal varianter finns, vanligast är:
- DES-EDE3: Klartext krypteras med nyckel1, dekrypteras med nyckel2, krypteras med nyckel3. Vilket ger en total nyckelstorlek på 168 bitar.
- DES-EDE2: Klartext krypteras med nyckel1, dekrypteras med nyckel2, krypteras med nyckel1. Vilket ger en total nyckelstorlek på 112 bitar.

Mellersta krypteringssteget implementeras oftast med en D-funktion (dekryptering) istället för E-funktion (kryptering); denna metod har fördelen att om E-funktionen i sig skulle ha någon svaghet så undviker man att förstärka den svagheten. Att köra E-funktionen tre gånger, som varianterna DES-EEE3 och DES-EEE2 gör, skulle eventuellt kunna öka risken för svagheter. 
En generell attack mot algoritmer som skapar en lång nyckel genom att länka krypteringsteg med korta nycklar är Meet-in-the-middle attacken. 3DES är sårbar mot denna typ av attack och det gör att 3DES aldrig kan erbjuda mer säkerhet än cirka 112 bitar.
Användning av 3DES ersättas ofta av nyare algoritmer så som AES.